# Zakon o električnem pretoku
Gaussov zakon o električnem pretoku, znotraj teorije vektorskih polj, trdi, da imajo vektorska polja električni pretok, skozi zaprto ploskev, ki je odvisen od električnih nabojev, ki ustvarjajo električno polje, ne pa od njihove lege v sistemu. 
Zakon se izrazi v integralski obliki, sicer se ga lahko tudi v diferencialni, ki je z integralsko povezana s formulo Ostrogradskega. 

## Opis
Intuitivno je bila zamisel, da je pretok vedno enak, ne glede na zaprto ploskev, ki vsebuje izvor radialnega vektorskega polja, saj se pri večanju razdalje {\displaystyle r\!\,} površina poveča za {\displaystyle r^{2}\!\,}, jakost polja pa se zmanjšuje za {\displaystyle r^{-2}\!\,}. Nespremenljivost pretoka je ravno ključ za Gausov zakon. 
Posledice Gaussovega zakona na fizikalne teorije so izredno pomembne, saj zakon zadeva gravitacijska in električna polja: v prvem primeru je gravitacijski pretok skozi zaprto ploskev odvisen le od mase v njej, v drugem pa je električni pretok skozi zaprto ploskev odvisen od električnega naboja v njej. 

### Integralska oblika
Naj bo {\displaystyle \mathbf {F} :\mathbb {R} ^{3}\setminus \{0\}\rightarrow \mathbb {R} ^{3}\!\,} vektorsko polje, definirano kot: 
{\displaystyle \mathbf {F} =F_{1}{\frac {\mathbf {r} }{r^{3}}}\!\,,}
kjer je {\displaystyle F_{1}\!\,} konstanten v {\displaystyle \mathbf {r} \!\,}, krajevni vektor, ki na splošno pripada {\displaystyle \mathbb {R} ^{3}\!\,} . 
Razpolaga se z zaprto ploskvijo {\displaystyle \partial V\!\,}, ki vsebuje izvor polja in je taka, da vsak poltrak, ki izhaja iz izvora polja, seka zaprto ploskev samo enkrat. V tem primeru Gaussov zakon trdi naslednje: 
{\displaystyle \Phi _{\partial V}(\mathbf {F} )=4\pi F_{1}\!\,.}
kjer je {\displaystyle \Phi _{\partial V}(\mathbf {F} )\!\,} pretok {\displaystyle \mathbf {F} \!\,} pod prostorskim kotom {\displaystyle 4\pi \!\,}.     

#### Dokaz
Razpolaga se z virom energije {\displaystyle q\!\,} v prostornini {\displaystyle V\!\,}, ki jo omejuje ploskev {\displaystyle \partial V\!\,}. Polje {\displaystyle F_{1}{\frac {\mathbf {r} }{r^{3}}}\!\,}, ki se je ustvarilo z virom energije ustvarilo, oblikuje, z elementom {\displaystyle \mathrm {d} S\!\,} na ploskvi {\displaystyle \partial V\!\,} kot {\displaystyle \theta \!\,}, tako da: 
{\displaystyle (\mathbf {F} \cdot {\hat {\mathbf {n} }})\,\mathrm {d} S={\frac {F_{1}\cos \theta }{r^{2}}}\mathrm {d} S\!\,,}
kjer je {\displaystyle {\hat {\mathbf {n} }}\!\,} enotski vektor na podlago. 
Ker je prostorski kot, ki se ga obravnava {\displaystyle \mathrm {d} \Omega ={\frac {\cos \theta }{r^{2}}}\mathrm {d} S\!\,}, potem:   
{\displaystyle (\mathbf {F} \cdot {\hat {\mathbf {n} }})\,\mathrm {d} S=F_{1}\mathrm {d} \Omega \!\,.}
Pretok skozi ploskev {\displaystyle \partial V\!\,} je tako: 
{\displaystyle \Phi _{\partial V}(\mathbf {F} )=\int _{\partial V}(\mathbf {F} \cdot {\hat {\mathbf {n} }})\,\mathrm {d} S=F_{1}\int _{V}\mathrm {d} \Omega \!\,,}
pri čemer je integral prostorskega kota enak {\displaystyle 4\pi \!\,}.     